# Горицы (Ивановская область)
Горицы — село в Шуйском районе Ивановской области России, входит в состав Введенского сельского поселения.

## География
Село расположено на правом берегу реки Тезы напротив села Дунилово, в 6 км на северо-восток от центра поселения села Введеньё и в 19 км к северу от города Шуи.

## История
В первой половине XVI века село принадлежало князю Михаилу Горбатому, это видно из его «духовной грамоты», писанной в 1535 году. В 1553 году село принадлежало братьям Дмитрию и Василию Горбатым, которые имели в Горицах дворец. По смерти князей Горбатых Горицы перешли во владение князя Александра Шуйского, сосланного Борисом Годуновым в 1587 году в город Буй. Когда пресекся род князей Шуйских, село перешло в государственное владение. В 1613 году царь Михаил Фёдорович пожаловал село братьям Коробьиным за «Московское осадное сидение». В 1637 году часть села принадлежала боярину Андрею Ивановичу Голицыну. В 1695 году село дано было во владение боярину Петру Шереметеву, отцу фельдмаршала Бориса Шереметева. Около 1700 года половина Гориц принадлежала стольнику Андрею Черкасскому. Последними владельцами села в XIX веке были господа Митьков и Богданов.
В нашествие литовцев село потерпело страшное разорение. Об этом сохранилась «допросная сказка 1616 года»: «В 124 году, перед Николиным днем, зимним, за неделю, пан Лисовский шел со многими Литовскими людьми и Русскими воры от Костромы, и стоял в селе Горицах два дни, в Васильеве да в Иванове, в вотчине Воробьиных – в селе Горицах ночевали, и Горицкие деревни в загоны гоняли, и на Горицах на боярском дворе людей пересекли, и лошади боярские поймали, и из житницы боярской хлеб вытравили, и животину всякую приели, и крестьян на Горицах и в деревнях многих присекли, и недорослей многих в полон поймали, и крестьянские лошади пограбили, и хлеб и сено потравили, и животы, остатки крестьянские, пограбили, и дворы крестьянские пожгли. А за Литовцами шли бояре и воеводы, князь Василей Иванович Туренин, да князь Михайло Петрович Борятинской, с товарищи, со многими ратными людьми, с Казаки, и с Немцы, и с Татары. И в том Васильеве, да в Иванове – вотчины Коробьиных – в селе Горицах, и досталь Татарове, мелкую животину, хлеб и сено потравили, и крестьянские животы, достальные лошади и мелкую животину, потравили, и крестьян перемучили. То наши и речи; а речи писал Шуи посаду земской дьячек Вторышка Григорьев».
В 1823 году 16 сентября село опустошил пожар, истребивший 120 домов. Наконец, в 1849 году село снова выгорело, и многие крестьяне приведены были в разорение.
Богородице-рождественская церковь в первый раз упоминается в грамоте князя Михаила Горбатого, писанной в 1535 году. В 1624 году в селе была построена новая деревянная церковь на средства помещиков окольничего Василия Васильевича и брата его Ивана Коробьиных, освящена в прежнее наименование — в честь Рождества Пресвятой Богородицы. Эта деревянная церковь около 1760 года за ветхостью была сломана и вместо неё построена каменная с колокольней на средства богатых сельских крестьян Цыгановых и Холщевниковых. Престол в церкви был один — в честь Рождества Пресвятой Богородицы. Тёплая пятиглавая церковь построена была в 1800 году на средства прихожан. Престолов в ней было два: в честь Вознесения Господня и придельный — в честь Владимирской иконы Божьей Матери.
В конце XIX — начале XX века село являлось центром Горицкой волости Шуйского уезда Владимирской губернии. В 1859 году в селе числилось 97 дворов, в 1905 году — 130 дворов.

## Население
| 1859 | 1897 | 1905 | 2010 |
| ---- | ---- | ---- | ---- |
| 617  | ↗698 | ↗700 | ↘109 |

## Достопримечательности[9]
В селе находятся действующая летняя церковь Рождества Пресвятой Богородицы и недействующая зимняя церковь Вознесения Господня (1800). По второму храму место получило название Вознесенская гора. Храмовый комплекс также включает в себя колокольню (1760), ограду с воротами и угловыми башнями (XIX в.).
Также в селе находится памятник археологии - Горицкое селище (Княжий двор).